# 全印农民协会

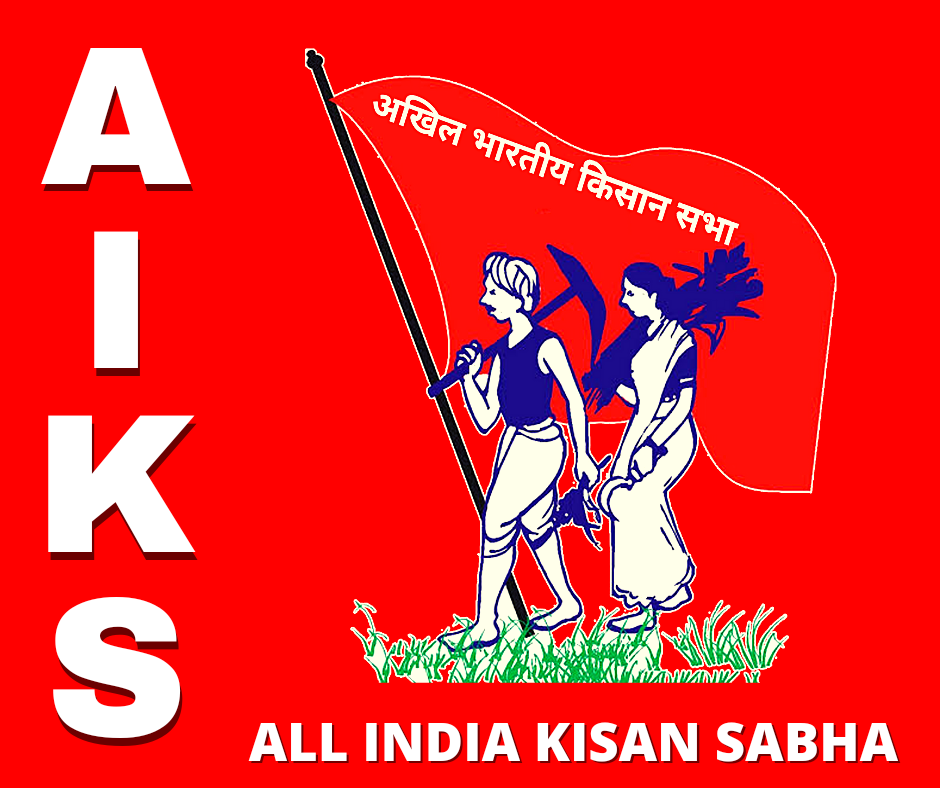
全印农民协会旗帜

全印农民协会（英語：All India Kisan Sabha，缩写为AIKS）是印度的一个全国性农民组织，为印度共产党的农民翼。该组织成立于1936年，创始人是萨哈贾南德·萨拉斯瓦蒂。该组织的总部位于新德里。现任全国主席是拉詹·克希尔萨加尔，总书记是R·文卡亚。